# Revolució francesa de 1848
La Revolució francesa de 1848 és una insurrecció popular que va tenir lloc a París del 23 al 25 de febrer de 1848. Va obligar el rei Lluís Felip I de França a abdicar i va donar pas a la Segona República Francesa.

## Antecedents
El regnat de Lluís Felip I de França es coneix com la Monarquia de Juliol pel mes en què va ocórrer la Revolució de 1830 que el va col·locar en el tron de França després de deposar el rei Carles X de França. Era una monarquia constitucional que el 1848 tenia a François Guizot com a primer ministre i cap del govern. Guizot havia estat líder del petit partit dels doctrinaris (que va desaparèixer amb la revolució francesa de 1830), i representava la resistència de l'autoritat a qualsevol reforma liberal que es plantegés. La seva política no era del gust de l'opinió popular ni del creixent moviment republicà, que el feien responsable de la mala situació en qüestions econòmiques i en afers exteriors que França sofria en aquests anys.
A més de la crisi econòmica, industrial i financera, el sentiment de desil·lusió i el creixent descontent pel bloqueig de les reformes democràtiques, van exacerbar les demandes de socialistes i republicans. Sentien que les reformes no es feien amb rapidesa suficient, i les mocions de reforma electoral que presentaven socialistes i republicans a l'Assemblea Nacional mai eren aprovades.

## La campanya dels banquets
Les eleccions generals de 1846 van donar una confortable majoria al govern de Guizot, però les reunions privades de l'oposició es multiplicaven. El govern va decidir llavors prohibir el dret de reunió. Per eludir la prohibició, al juliol de 1847 van començar a celebrar-se grans banquets, on els comensals pagaven per menjar i sentir els discursos dels líders nacionals de l'oposició, i per debatre de temes polítics. Eren sovint organitzats pels periòdics de l'oposició. Aquests banquets es van estendre ràpidament per tota França (va haver-hi 70 banquets amb un total de 22.000 comensals en tot el país), en el que es coneix com la «campanya dels banquets».
El govern no podia prohibir aquestes reunions, ja que en pagar els assistents per un menjar aquesta no podia ser considerada com a reunió política. Fins que la relativa tolerància del govern es va esgotar. Un banquet organitzat pels oficials de la Guàrdia Nacional i previst pel 19 de febrer de 1848 a París va ser sobtadament prohibit pel ministre d'Interior François Guizot. El banquet va ser ajornat al dia 22 i es va convocar una manifestació per al mateix dia. Els organitzadors, preocupats per evitar enfrontaments violents, van cancel·lar banquet i manifestació en l'últim moment, però tant l'oposició com el govern es van veure ràpidament desbordats pel curs dels esdeveniments.

## 23 de febrer – 25 de febrer
El 22 de febrer nombrosos estudiants, als quals es van unir treballadors, van marxar pels carrers de París protestant per la prohibició del banquet i ignorant que havia estat cancel·lat. Van marxar fins a l'Assemblea Nacional demandant el sufragi universal i la dimissió del govern de Guizot. El rei va decretar l'estat de setge, comptant amb el suport de 30.000 soldats i de l'artilleria dels fortins de les muralles de la ciutat, així com de 40.000 guàrdies nacionals. Per a sorpresa del govern, la Guàrdia Nacional es va interposar entre els manifestants i les tropes de l'exèrcit. Mentrestant, en l'Assemblea, el monàrquic Odilon Barrot demanava sense èxit la dimissió del govern per la seva incapacitat de resoldre la crisi, en un últim intent de salvar la monarquia.
El 23 de febrer al matí, la Guàrdia Nacional va prendre obertament partit per la ciutadania i la insurrecció es va estendre. A la tarda, la situació ja era incontrolable, però Lluís Felip I de França es va negar al fet que l'exèrcit disparés contra el poble insurrecte. Per temperar els ànims, i d'acord amb els seus consellers, va destituir a Guizot i va demanar al comte Mathieu Molé que formés un nou govern. Per celebrar aquesta primera victòria, els ciutadans van desfilar a la nit pels carrers de la capital.
Durant la nit del 23, en un carrer proper al Boulevard des Capucines, un grup de manifestants va tractar d'avançar però un grup de soldats ho va impedir. Durant la confrontació algú va disparar un fusell i els soldats van començar disparar a la munió. Van morir al voltant de seixanta-cinc persones i va haver-hi aproximadament vuitanta ferits. La massacre va empitjorar encara més la situació, ja que els ciutadans sentien que el govern els havia enganyat.
El 24 de febrer, les manifestacions es van reprendre i el 24 de febrer Adolphe Thiers fou nomenat cap de govern en substitució de François Guizot. Estudiants, obrers, artesans i membres de la petita burgesia van marxar per la ciutat, assaltant botigues, robant armes, cremant edificis públics i aixecant al voltant de 1500 barricades en tota la ciutat. Les marxes de protesta van arribar davant el Palau de les Teuleries on tropes al comandament del mariscal Bugeaud es disposaven a contratacar per aplacar la revolta. Per evitar un bany de sang, el rei va decidir llavors abdicar en favor del seu net de 9 anys, el comte de París, confiant la regència a la seva nora, la duquessa d'Orleans.
A la tarda del mateix dia, la duquessa d'Orleans es va dirigir a l'Assemblea Nacional per a la investidura del seu fill com a nou monarca de França i perquè es proclamés oficialment la seva regència. Però, recordant el fracàs de la Revolució de 1830, els republicans i l'esquerra parlamentària desconfiaven de la monarquia constitucional i exigien ara la instauració de la república. Recolzats per la pressió popular dels manifestants que van irrompre en l'Assemblea, es va decidir la formació d'un govern provisional sota la presidència del veterà Dupont de l'Eure.
Aquest govern provisional es va encarregar de dirigir el país fins que se celebressin eleccions i s'aprovés una constitució republicana. Estava format per republicans moderats com el poeta Lamartine, el director del periòdic Li National, François Arago, Adolphe Crémieux i el mateix Dupont de l'Eure, i d'altra banda per radicals i socialistes que, a part del sufragi universal i d'una reforma política, demanaven profundes reformes socials per millorar les difícils condicions dels treballadors. Aquests últims, reagrupats entorn del periòdic La Réforme, comptaven amb persones com Flocon, el seu redactor cap, Ledru-Rollin, Louis Blanc i l'obrer Albert.
Lluís Felip va abdicar i va fugir amb la seva família a Anglaterra. El govern provisional va proclamar la II República, va decretar el sufragi universal masculí, va fixar la jornada laboral en 10-11 hores i va reconèixer el dret al treball para tots els ciutadans.
La revolució francesa de 1848 va tenir una gran repercussió en altres països d'Europa com Àustria, Hongria, Alemanya i Itàlia, on sengles insurreccions populars van aconseguir significatius avanços democràtics. Aquest moviment europeu es coneix com la «Primavera dels Pobles».